# IMA Fungus
IMA Fungus ist eine mykologische Fachzeitschrift, die von der International Mycological Association herausgegeben wird.